# Gibsonka

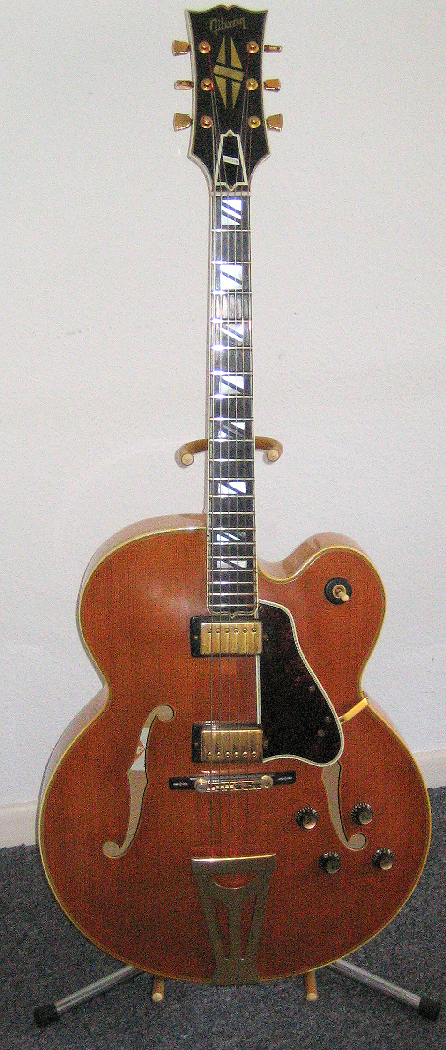
Gibson Super 400 CES.

Gibsonka je větší, původně jazzová kytara s ozvučnými otvory ve tvaru písmene "f". Byla vyráběna společnostmi Cremona Luby v Česku, v zahraničí potom společnostmi Gibson, Hofner a podobně. Její výroba byla v největším rozkvětu v 30. až 60. letech 20. století. Používají se na ni výhradně kovové struny a hraje se na ni trsátkem.
Název je odvozen od již zmíněné společnosti Gibson; někdy je též označována jako jazzovka, od stylu který se na ni hraje. Struny jsou uchyceny za kovový rám a podepírány pohyblivou kobylkou. Model má většinou cutaway a pickguard. Je u ní používána mechanika "die cast" tj. s "kolíčky" na uchycení strun kolmo od hlavy a široké spektrum laků, například takzvaný sunbrust nebo pianový lak.Vyrábí se s javorovou, mahagonovou nebo smrkovou přední deskou, hmatník je z palisandru, ebenu a vzácně i z brazilského dřeva "koa". U některých modelů se vyskytuje snímač pod krkem.Někdy bývá zaměňována s různými semiakustickými kytarami, tj. model ES od firmy Gibson nebo s různými Les pauly s "f" otvory.